# Pukkisaari (ö i Birkaland, Nordvästra Birkaland, lat 61,83, long 23,21)
Pukkisaari är en ö i Finland. Den ligger i sjön Iso Karppajärvi och i kommunen Ikalis i den ekonomiska regionen  Nordvästra Birkalands ekonomiska region  och landskapet Birkaland, i den sydvästra delen av landet, 210 km nordväst om huvudstaden Helsingfors. Öns area är 0,1 hektar och dess största längd är 50 meter i nord-sydlig riktning.